# Крючковка
Крючко́вка (рос. Крючковка) — село у складі Біляєвського району Оренбурзької області, Росія.

## Населення
Населення — 1167 осіб (2010; 1296 у 2002).
Національний склад (станом на 2002 рік):
- росіяни — 58 %